# Los Cerrillos, Mexiko
Los Cerrillos är en ort i Mexiko.   Den ligger i kommunen Palenque och delstaten Chiapas, i den sydöstra delen av landet, 800 km öster om huvudstaden Mexico City. Los Cerrillos ligger 34 meter över havet och antalet invånare är 330.
Terrängen runt Los Cerrillos är platt åt nordost, men åt sydväst är den kuperad. Runt Los Cerrillos är det ganska glesbefolkat, med 34 invånare per kvadratkilometer. Närmaste större samhälle är Salto de Agua, 13,2 km sydväst om Los Cerrillos. Trakten runt Los Cerrillos består till största delen av jordbruksmark.